# Rio Dăncilă
O Rio Dăncilă é um rio da Romênia, afluente do Jieţ, localizado no distrito de Hunedoara.